# Eric Emerson
Eric Emerson, född 23 juni 1945, död 28 maj 1975, var en amerikansk musiker, dansare och skådespelare. Emerson är mest känd för sina roller i Andy Warhols filmer och för att han var sångare i glampunkbandet The Magic Tramps.{

## Karriär
Under sin uppväxt i New Jersey utbildade sig Emerson till klassiskt skolad balettdansare. Det var hans omtalade skicklighet som dansare som gjorde att konstnären och filmmakaren Andy Warhol kontaktade honom. Efter att ha sett en föreställning med honom på The Dom i april 1966 erbjöd Warhol honom en roll i en av sina undergroundfilmer. Emerson gjorde sin debut som skådespelare i långfilmen Chelsea Girls från 1967 och kort därefter kom han att bli en av de fasta medlemmarna i Factory. Emerson kom att spela med i ett flertal av Warhols filmer, bland annat Lonesome Cowboys från 1968, San Diego Surf och Heat från 1972. Heat kom att bli Emersons sista film.
Emerson musikaliska karriär startade med bandet The Magic Tramps. The Magic Tramps bildades i Hollywood 1969 men medlemmarna flyttade till New York 1971 efter att Emerson hade blivit deras nya sångare. The Magic Tramps uppträdde under ett flertal olika namn, bland annat Messiah och Star Theater, och spelade på ställen som det legendariska Max's Kansas City som då var ett av Factory-medlemmarnas favorithak. De var ett av de allra första banden som eplade på CBGB. Senare samma år uppträdde Emerson i Jackie Curtis' pjäs Vain Victory: Vicissitudes of the Damned tillsammans med Ondine, Holly Woodlawn och Candy Darling, och med musik av The Magic Tramps och Lou Reed.

## Biografi
Att Emerson var bisexuell var välkänt i Warhols bekantskapskrets och han hade förhållanden med ett flertal av medlemmarna i The Factory. Emersons far anklagade sin son för att vara aningen fjollig och det besvarade Emerson helt kort med "Vad min far inte förstår är att min generation kan vara lagd åt båda hållen". Den 21 juli 1969 hade Emerson gått med på att gifta sig med en annan av The Factorys medlemmar, Jackie Curtis. När så Emerson inte dök upp valde Curtis att gifta sig med en av bröllopsgästerna istället. Det skulle senare visa sig att bröllopet var ett arrangemang för att få publicitet.
Emersons förstfödda är dottern Erica, född 1967. Han hade ett långvarigt förhållande med Elda Gentile, en av ursprungsmedlemmarna i bandet The Stilettoes, under slutet av 60-talet och de fick tillsammans en son, Branch Emerson. 1970 gick han in i ett förhållande med fotomodellen och skådespelerskan Jane Forth som även hon hade spelat med i en del av  Warhols filmer (Women in Revolt, L'Amour, Trash, och Bad). Tillsammans fick det sonen Emerson Forth.
Vid tiden för sin bortgång levde Emerson tillsammans med Barbara Winter (exfru till musikern Edgar Winter).

## Död
Den 28 maj 1975 hittades Emersons kropp bredvid hans cykel nära West Side Highway på Manhattan. Emersons död registrerades officiellt som en smitningsolycka. Han var 30 år gammal. Till dags dato har ännu ingen gripits eller åtalats för hans död. En vaka hölls under en hel weekend av Mickey Ruskin, ägaren till Max's Kansas City. Emerson begravdes i sin hemstad Wharton, New Jersey.
Efter Emersons död började rykten dyka upp om att han inte alls hade blivit påkörd av en smitare utan snarare hade dött av en överdos heroin på en helt annan plats och att hans kropp därefter hade dumpats på det ställe där den senare hittades för att det hela skulle se ut som en olycka. Dessa rykten har aldrig kunnat bevisas och Eric Emersons officiella dödsorsak har därför inte heller ändrats.
I boken Making Tracks av Debbie Harry berättas en del om omständigheterna kring Erics död:
En kväll var vi i Erics lägenhet och jobbade med en inspelning av "Heart of Glass" på hans Teac fyrkanalsbandspelare, när han plötsligt snubblade ut ur köket och var helt askgrå i ansiktet. Han såg än mer galen och ledsen ut när vi lämnade honom. Att vara nöjd med tillvaron gjorde honom galen mot slutet, för eftersom han hade allting så betydde ingenting något för honom längre. Han brukade gå ut och jogga varje dag och för att utmana sig själv fysiskt band han fast tiokilosvikter kring fotlederna och cyklade upp till The Factory. Dagen därpå när vi precis hade gått upp ringde Barbara och meddelade oss de dåliga nyheterna. "Oh, Eric har blivit påkörd av en lastbil." Han hade varit en bra vän och inspiration för så många människor. vi förstod inte riktigt vad som hade hänt men vi deltog i festen/vakan som hölls för honom och såg många människor från den tidiga glittereran. Erics död utgjorde definitivt slutet på glittereran.Vi saknar honom fortfarande..